# Stanisław Ujejski
Stanisław Ujejski (Ropczyce, 14 novembre 1891 – Toronto, 31 marzo 1981) è stato un generale e aviatore polacco, già distintosi come ufficiale della cavalleria del Kaiserlich-königliche Landwehr austro-ungarico nel corso della prima guerra mondiale. Dopo la fine della guerra passò in servizio nell'esercito polacco, venendo assegnato all'aviazione militare.  Nel gennaio 1939 fu promosso generale di brigata, e il 24 agosto, all'atto della mobilitazione generale, venne nominato capo di stato maggiore del comandante supremo dell'aviazione e della difesa aerea, brigadier generale Józef Zając. Nel corso della seconda guerra mondiale partecipò alla campagna di Polonia del settembre 1939, e il 18 dello stesso mese attraversò il confine con la Romania riuscendopoi a raggiungere la Francia per ricostituire l'aeronautica militare polacca. Dal marzo fu vice comandante dell'aviazione polacca operante dapprima in Francia, e dopo la caduta di quest'ultima, in Gran Bretagna. Mantenne l'incarico sino al luglio 1940, quando assunse quello di comandante dell'aviazione in sostituzione di Józef Zając e Ispettore generale dell'aeronautica in sostituzione di Władysław Jan Kalkus. Dopo la morte del generale Władysław Sikorski nel 1943, fu rimosso dal suo incarico, per assumere, dal 18 luglio al 19 settembre di quell'anno, quello di Ispettore generale dei vigili del fuoco britannici.

## Biografia

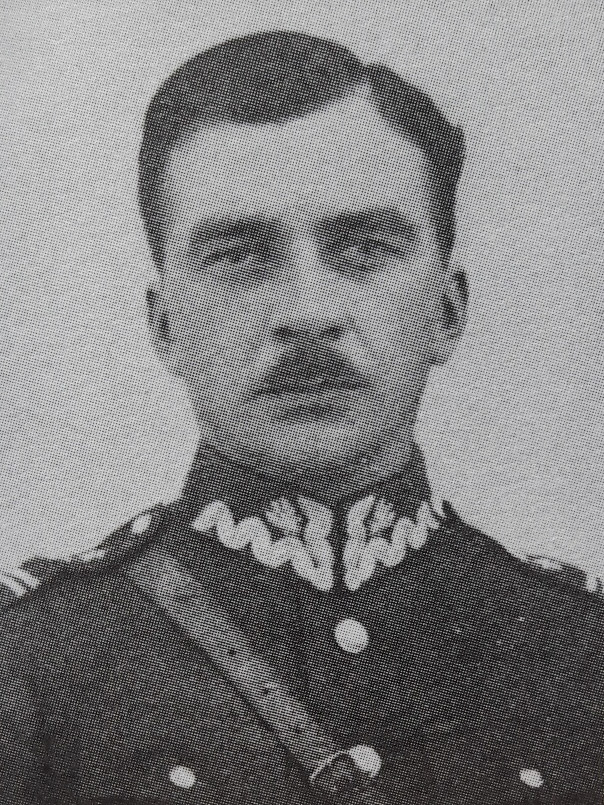
Stanislaw Ujejski in divisa da colonnello.

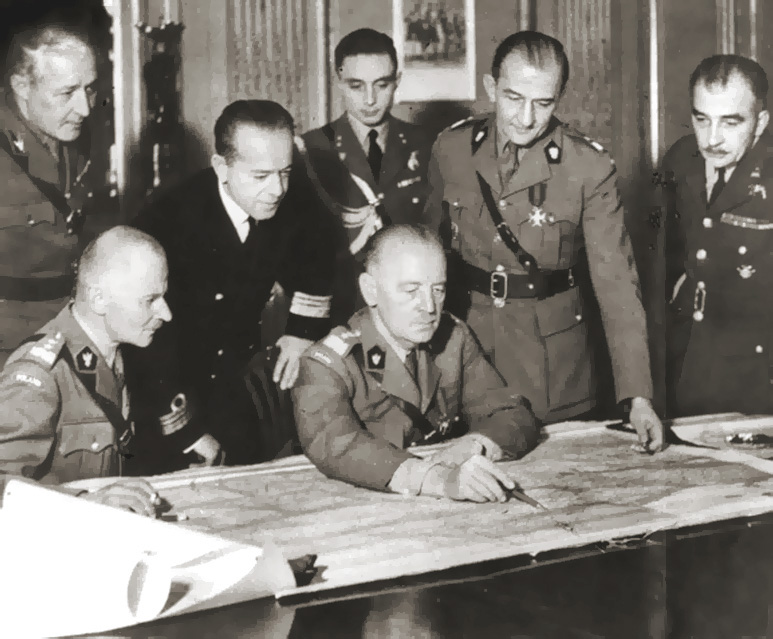
Marian Kukiel, Władysław Sikorski, Tadeusz Klimecki e Stanislaw Ujejski nel 1942.

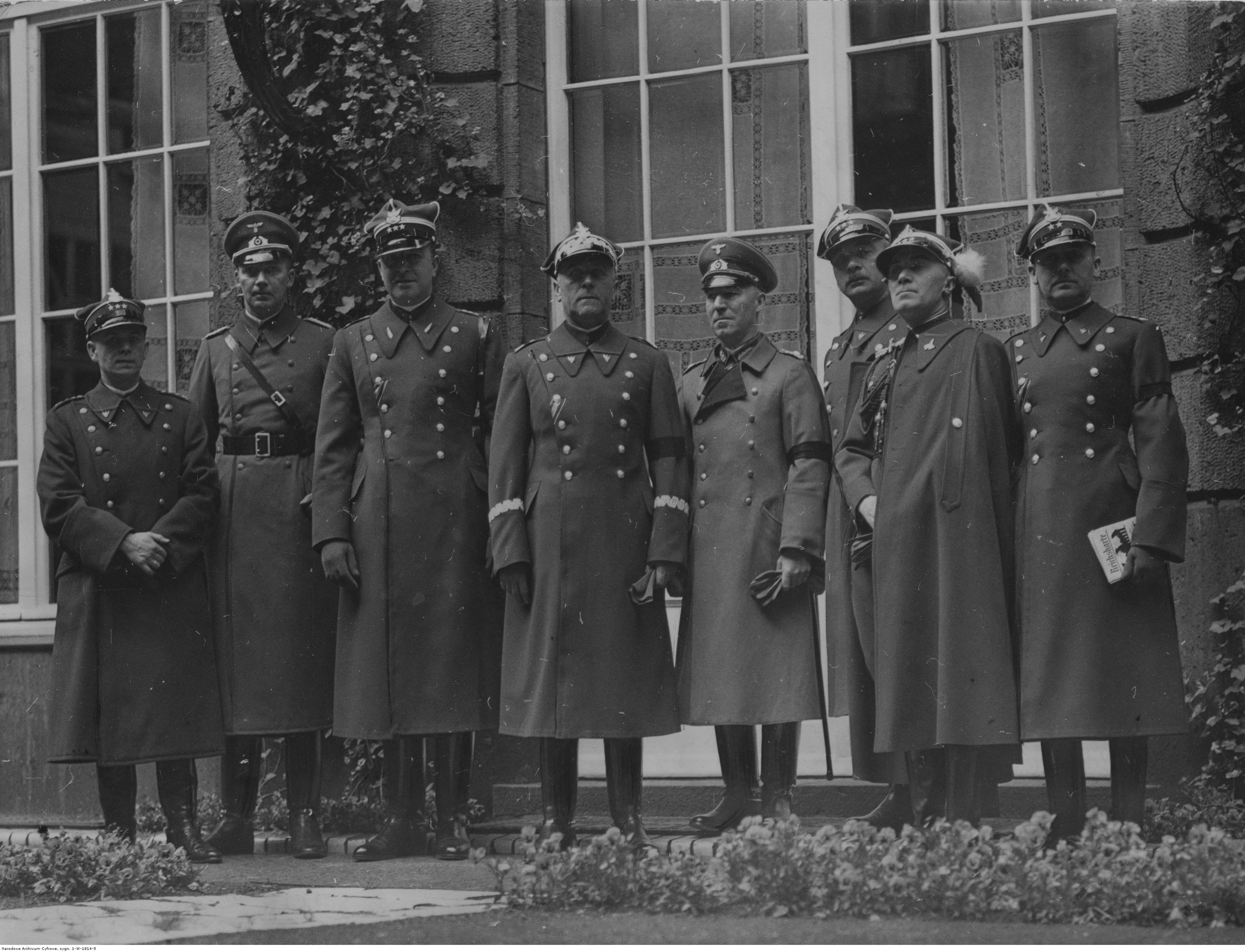
Gruppo di ufficiali polacchi in visita a Berlino nel maggio 1935, fotografati davanti all'Hotel Adlon. Da sinistra il vice addetto militare in Germania, cap. Władysław Steblik, von Pappenheim, colonnello Morawski, generale Tadeusz Kutrzeba, il generale Max Josef Schindler, il colonnello Stanisław Ujejski, il colonnello Kazimierz Janicki, il tenente colonnello Stanisław Kopański.

Nacque il 14 novembre 1891 a Ropczyce.  Nel 1908, superato l'esame di maturità, si diplomò presso il V Liceo classico August Witkowski a Cracovia, e quindi iniziò gli studi al Politecnico di Berna, in Svizzera, consegnendo la laurea nel 1913 Dopo lo scoppio della prima guerra mondiale fu assegnato in servizio presso la kaiserlich-königliche Landwehr, parte integrante dell'Imperiale e regio esercito austro-ungarico. Dal 15 dicembre 1914 al 1 marzo 1915 frequentò la Scuola per ufficiale di cavalleria, e poi continuò la sua formazione presso la Scuola per ufficiali di fanteria a Brück. Nominato sottotenente di cavalleria della riserva il 1 gennaio 1916, segnato sui registri militari come "Stanislaus Ritter von Ujejski", nel 1917 venne assegnato al Reitendes Schützenregiment No. 1 del XV Armeekorps di Leopoli. Dall'aprile al giugno 1918 frequentò la Scuola per osservatori da pallone aerostatico di Gundromsdorf, e in seguito prestò servizio nella16ª Compagnia Drachen.
L'8 novembre 1918 si arruolò nell'esercito polacco e ricevette il grado di tenente, operando come osservatore dall'aeroplano. Dal 16 giugno al 30 novembre 1919 fu allievo del primo corso della Scuola di Stato Maggiore Militare, e dopo aver conseguito il brevetto divenne ufficiale di stato maggiore. Dal 1º dicembre 1919 fu impiegato della sezione "Ovest", in seguito fu nominato capo della sezione pianificazione nella 3ª Divisione del Comando Supremo, e promosso capitano, dal 20 aprile 1920, per un anno diresse la sezione "Est". Dal 23 aprile 1921 al 22 novembre 1922 prestò servizio presso dipartimento indipendente dell'Ufficio del Consiglio di Guerra, e per un anno, con il grado di maggiore, poi fu anno allievo del secondo corso di formazione presso la Scuola Superiore Militare, e poi per due anni come assistente, insegnò tattica generale in questa università militare.
Promosso tenente colonnello nel 1924, dal 21 ottobre 1925 al 31 maggio 1926 prestò servizio presso il 2º Reggimento d'aviazione (2. Pułku Lotniczego), operando nel contempo come ufficiale tattico dell'unità. Nel mese di maggio 1926 partecipò, come esperto d'aviazione, alla Conferenza sul disarmo che si svolse a Ginevra. Dal 1 ottobre 1926 fu in servizio presso il Dipartimento dell'Aviazione del Ministero degli Affari Militari, inizialmente come capo dipartimento, e in seguito come primo vice capo del dipartimento.
Il 3 gennaio 1929 fu trasferito, in qualità di comandante,  al Centro di addestramento per ufficiali dell'aviazione a Dęblin, ricoprendo tale incarico fino all'8 aprile 1933. , con la promozione a colonnello avvenuta nel 1930.
Nominato comandante del 3º Gruppo d'aviazione (III. Grupa Aeronautyczna) a Cracovia, nel novembre 1935 fu al comando del 1º Gruppo d'aviazione (I. Grupa Aeronautyczna) a Varsavia. Nel marzo 1937 frequentò un corso di perfezionamento per alti ufficiali a Rembertów, e il 14 dicembre dello stesso anno divenne capo di stato maggiore  dell'aviazione presso lo Stato Maggiore Generale. Nel gennaio 1939 fu promosso generale di brigata, e il 24 agosto, all'atto della mobilitazione generale, venne stato nominato capo di stato maggiore del comandante supremo dell'aviazione e della difesa aerea, brigadier generale Józef Zając. Partecipò alla campagna di Polonia del settembre 1939, e il 18 dello stesso mese, in ottemperanza agli ordini ricevuti, attraversò il confine con la Romania riuscendo quindi a raggiungere la Francia per ricostituire l'aeronautica militare polacca. 
Dal marzo fu vice comandante dell'aviazione polacca operante dapprima in Francia, e dopo la caduta di quest'ultima, in Gran Bretagna. Mantenne l'incarico sino al luglio 1940, quando assunse quello di comandante dell'aviazione in sostituzione di Józef Zając e di Ispettore generale dell'aeronautica in sostituzione di Władysław Jan Kalkus, con il numero di matricola RAF P-1471. Dopo la morte del generale Władysław Sikorski nel 1943, fu rimosso dal suo incarico, per assumere, dal 18 luglio al 19 settembre di quell'anno, quello di Ispettore generale dei vigili del fuoco britannici. Fu poi assegnato al No. 305 (Polish) Bomber Squadron equipaggiato con i bombardieri North American B-25 Mitchell.
Dopo la smobilitazione delle forze armate polacche in Gran Bretagna nel 1946, partì per il Canada.  Inizialmente impiegato in un'azienda ortopedica, poi lui e sua moglie gestirono un negozio di alimentari a Toronto, dove si spense il 31 marzo 1981.
Nel 1990 venne coniata una medaglia con l'immagine di brigadiere generale pilota Stanisław Ujejski e con il retro la scritta Battle for Great Britain 1940–1990, coniata dalla Zecca di Stato e disegnata da Andrzej Nowakowski.
Il 28 agosto 2014, durante le cerimonie per celebrazione della Giornata dell'aviazione polacca alla presenza della Compagnia di Rappresentanza e dell'Orchestra dell'Aeronautica Militare, una urna con le ceneri del generale Stanisław Ujejski è stata collocata nel colombario della Cattedrale di Campo dell'Esercito Polacco a Varsavia.

## Onorificenze

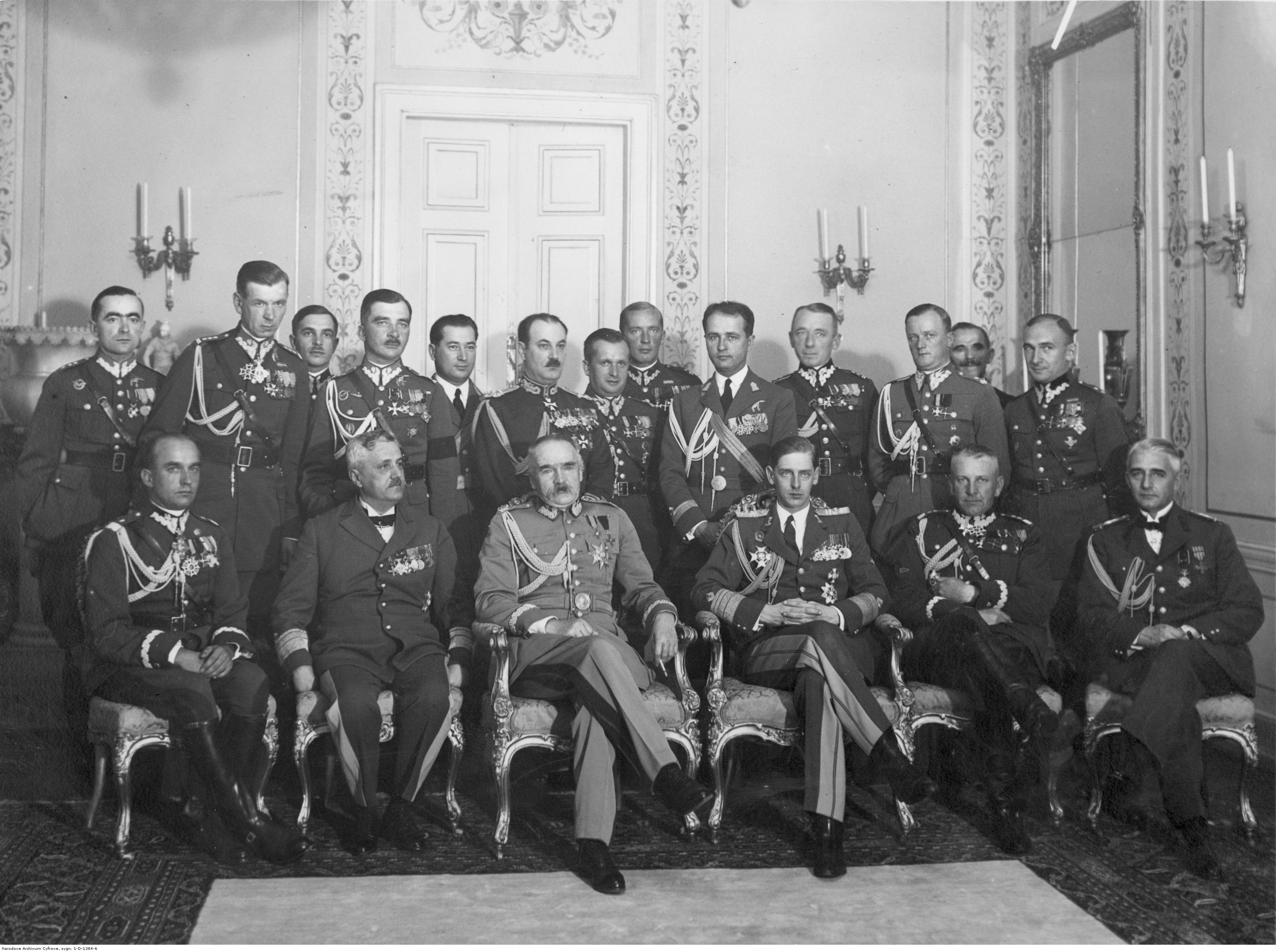
Foto di gruppo in occasione della visita del principe Nicola di Romania in Polonia. Nella prima fila da sinistra: il generale Tadeusz Kasprzycki, il generale Constantin Lăzărescu, il maresciallo Józef Piłsudski, il principe Nicola di Romania, il generale Kazimierz Fabrycy, il generale Iosif Iacobici. In piedi: il colonnello Ludomił Rayski (secondo da destra) e il maggiore Adam Korwin-Sokołowski (terzo da destra), il capitano Lucjan Miładowski (terzo da sinistra), il colonnello Stanisław Ujejski (quarto da sinistra), il maggiore Kazimierz Busler (settimo da sinistra), il maggiore Franciszek Sobolta (ottavo da sinistra), il tenente colonnello Kazimierz Glabisz (quarto da destra) e il tenente Koźmiński (primo da destra).

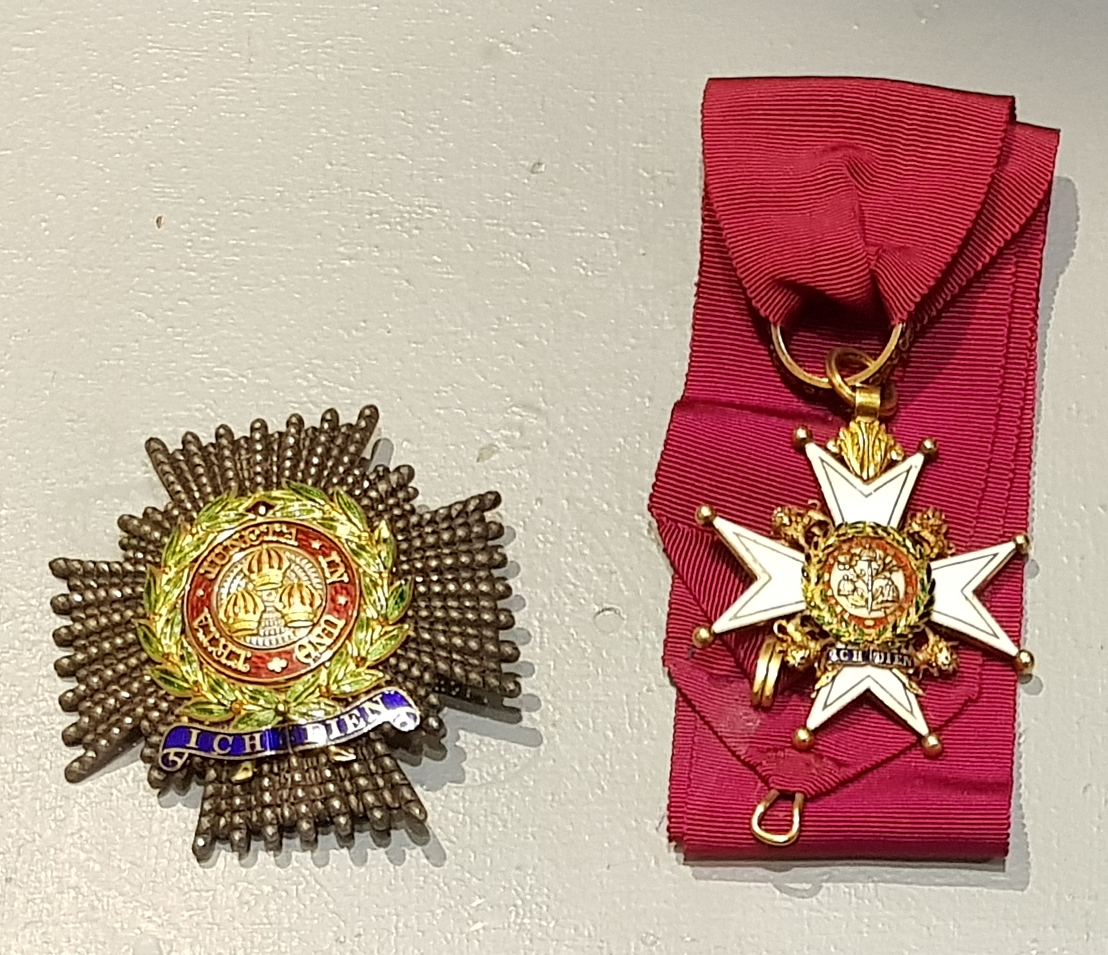
L'onorificenza di Cavaliere Commendatore di Stanislaw Ujejski conservata presso il Museo dell'Esercito Polacco di Varsavia.

### Fonti
1. ↑  Samoloty.
2. ↑  Grzegorz Małachowski (red.): W Krakowie przy Studenckiej: Księga Pamiątkowa wydana z okazji Jubileuszu 130-lecia V Liceum Ogólnokształcacego im. A. Witkowskiego w Krakowie. 1871-2001, Oficyna Wydawnicza TEXT, Kraków, 2001, p. 227. ISBN=83-88934-02-3.
3. 1 2 3 4  Jurga 1990, p. 832.
4. ↑  Ranglisten der K. K. Landwehr und der K. K. Gendarmerie 1918, pp. 413-424.
5. ↑   Stanisław Ujejski, in Skrzydlata Polska, n. 22/1966, Warszawa, Wydawnictwa Komunikacji i Łączności, 29 maggio 1966,  p. 18, ISSN 0137-866X (WC · ACNP), OCLC 839207783.
6. 1 2 3 4 5 6 7 8 9 10  Infolotnicze.
7. ↑  Wielkopolska Biblioteka Cyfrowa.
8. ↑  Dz. Pers. MSWojsk Nr, 3 del 29 gennaio 1929, p. 27.
9. ↑  Wielkopolska Biblioteka Cyfrowa.
10. ↑  Dz. Pers. MSWojsk Nr, 5 del 11 aprile 1933, p. 79.
11. ↑  Rybka, Stepan 2006, p. 425.
12. 1 2 3  Rybka, Stepan 2006, p. 6.
13. 1 2  Kryska-Karski 2012, p. 587.
14. ↑  (PL) Włodzimierz Nikitenko, Włóczędzy w generalskich mundurach, su Historia, 23 settembre 2014.
15. ↑  Piotr Stawecki, Generałowie polscy. Zarys portretu zbiorowego 1776–1945 Bellona Warszawa 2010, s. 162.
16. ↑  Stawecki 2010, p. 162.
17. ↑  Romaniak 2005, p. 105.
18. ↑  (PL) Artur Goławski, Najbardziej lotniczy dzień w roku, su lotniczapolska.pl, 29 agosto 2014. URL consultato l'8 aprile 2022 (archiviato dall'url originale il 22 marzo 2017).
19. 1 2 3 4 5 6 7 8 9  (PL) Czy wiesz kto to jest? Uzupełnienia i sprostowania, su polona.pl, Warszawa, 1939,  p. 326.
20. ↑  Dziennik Personalny MSWoj. Nr 2/1931, p. 67.
21. ↑   Odznaczenie pułkownika Rayskiego, in Gazeta Lwowska, nr, 208 del 10 settembre 1931,  p. 1.